# پتاسیم تتراپروکسوکرومات (V)
پتاسیم تتراپروکسوکرومات(V) (به انگلیسی: Potassium tetraperoxochromate(V)) با فرمول شیمیایی K
۳CrO
۸ یک ترکیب شیمیایی است. که جرم مولی آن ۲۹۷٫۲۸۶ g/mol می‌باشد. شکل ظاهری این ترکیب، قرمز و قهوه‌ای است.